# When the Game Stands Tall
When the Game Stands Tall (bra: O Jogo de uma Vida) é um filme de esportes de 2014. É estrelado por por Jim Caviezel como o treinador Bob Ladouceur, Laura Dern como Bev Ladouceur, Michael Chiklis como o assistente do treinador Terry Eidson e Alexander Ludwig como Chris Ryan. É uma adaptação do romance de 2003 do mesmo nome, de Neil Hayes, publicado pela North Atlantic Books. A filmagem começou em 22 de abril de 2013 e durou até 15 de junho de 2013. Foi lançado em 22 de agosto de 2014.

## Elenco
- Jim Caviezel como o treinador Bob Ladouceur.
- Laura Dern como Bev Ladouceur.
- Michael Chiklis como Terry Eidson.
- Alexander Ludwig como Chris Ryan.
- Gavin Casalegno como Michael Ladouceur.
- Clancy Brown como Mickey Ryan.
- Ser'Darius Blain como Cam Colvin.
- Stephan James como Terrance G. "T.K." Kelly
- Matthew Daddario como Danny Ladouceur.
- Joe Massingill como Joe Beaser.
- Jessie Usher como Tayshon Lanear.
- Matthew Frias como Diego Garcia.
- LaJessie Smith como Jamal.
- Richard Kohnke como Rick Salinas.
- Chase Boltin como Manny Gonzales.
- Adella Gautier como T-Gram.
- Terence Rosemore como Landrin.
- Deneen Tyler como Veronica.
- Anna Margaret como Laurie.
- James DuMont como Gordy Wilock.
- David DeSantos como Mike Blasquez.
- Ricky Wayne como Marty.

## Produção
Thomas Carter, que anteriormente trabalhou em Coach Carter, serviu como o diretor. A adaptação foi feita por Scott Marshall Smith. O filme foi produzido pela Mandalay Pictures e distribuído através da TriStar Pictures.

## Recepção
No site agregador de críticas Rotten Tomatoes, 21% das 68 resenhas dos críticos são positivas, com uma classificação média de 4,6/10. O consenso do site diz: "Uma mistura desconfortável de sequências de jogo sólidas e clichês de drama esportivo inspiradores e desgastados, When the Game Stands Tall é ofuscado por jogadores melhores em um campo lotado." O Metacritic, que usa uma média ponderada, atribuiu ao filme uma pontuação de 41 em 100, baseado em 24 críticos, indicando críticas "mistas ou médias".